# Shenstone (Staffordshire)
Shenstone est un village et une paroisse civile du Staffordshire, en Angleterre.